# 李世杰 (1895年)
李世杰（1895年5月5日—1979年4月22日），字北屏，男，汉族，甘肃皋兰人，中国军事人物、政治人物，曾任国民革命军第十二战区参谋长、华北剿总参谋长、内蒙古自治区政协副主席。

## 生平
保定陆军军官学校第五期骑兵科、陆军大学特别班第三期毕业。1926年9月任山西陆军第5旅中校参谋。1927年6月任第15师参谋处上校处长。1927年7月任国民革命军北方军第15师参谋处上校处长。1928年3月任第3集团军第15师少将参谋长。1928年6月任第5军少将参谋长。1928年9月第3集团军暂编第5师少将参谋长。1928年10月任第36师少将参谋长。1930年4月任第3方面军第4军少将参谋长。中原大战后阎锡山下野，张学良负责改编晋军。1931年1月任东北边防军第9师少将参谋长。1931年6月任第72师少将参谋长。1934年10月任第十九军少将参谋长兼第72师参谋长。1935年4月22日叙任陆军少将。1936年6月任太原绥靖公署少将高级参谋。1936年12月考入陆军大学特别班第三期。1938年10月陆大毕业后派任第三十五军军政干部训练所少将教育长。1939年3月任第八战区副司令长官部(傅作义）干部训练团教育处少将处长。1940年5月任少将教育长。1945年5月24日任第八战区副司令长官部中将参谋长。8月任第十二战区司令长官部中将参谋长。1946年10月兼任察哈尔省军政干部训练团中将教育长。1947年3月任张垣绥靖公署中将参谋长。12月任华北剿匪总司令部中将参谋长。1949年1月22日在北平随部接受和平改编。
1950年2月出任绥远军区军政干部训练团教育长。1951年3月当选绥远省各界人民协商委员会委员。1952年7月任内蒙古自治区人民政府文化教育委员会副主任委员。1955年7月任内蒙古自治区司法厅厅长。内蒙古自治区第二至第四届政协副主席。第三届全国政协委员、第四届全国政协委员。